# Leinthall Starkes
Leinthall Starkes est une paroisse civile et un village du Herefordshire, en Angleterre.